# Chibrit

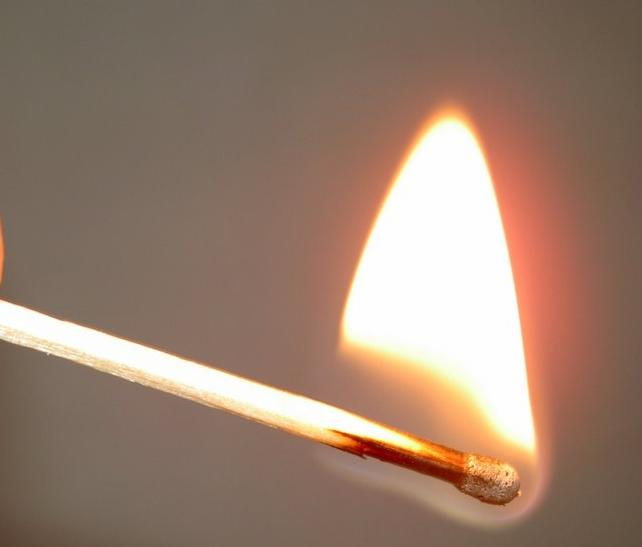
Chibrit aprins

Chibritul este un obiect răspândit în viața cotidiană, necesar pentru aprinderea focului. Este constituit dintr-un bețișor cu secțiune pătrată sau circulară, având la unul dintre capete o gămălie de material ușor inflamabil, care se aprinde prin frecare. Gămălia constă dintr-o pastă pe bază de clorat de potasiu, iar suprafața de frecare de pe cutie e alcătuită dintr-o pastă pe bază de fosfor roșu. Primele chibrituri au apărut pe piață la începutul secolului al XIX-lea.

## Istoric

### Chibrituri  timpurii
Predecesorul chibritului a apărut în China în jurul anului 577. Bețișoarele erau din lemn de pin impregnate în sulf. În secolul al XIII-lea, fabricarea lui a căpătat amploare, mai ales în zona orașului Hangzhou.
Înainte de apariția primelor chibrituri, focul era obținut cu ajutorul unei lentile care să concentreze soarele pe iască, o metodă care putea fi utilizată numai în zilele însorite, sau prin aprinderea iascăi cu scântei produse prin izbire silexului de oțel.
În 1669, alchimistul Hennig Brand, examinând urina, descoperă fosforul alb. În 1786, chimistul francez Berthollet descoperă cloratul de potasiu.
Una din formele chibritului modern a constituit-o invenția francezului Jean Chancel, asistent al chimistului Louis Jacques Thénard. Amestecul inflamabil conținea clorat de potasiu, sulf, zahăr și cauciuc. Aprinderea se realiza prin scufundare într-un recipient de azbest care conținea acid sulfuric. Aceste chibrituri au început a fi produse pe scară industrială în anul 1812, cu toate că ofereau o alternativă la aprinderea focului, prezentau însă două inconveniente serioase: dificilă și periculoasă manipularea recipientului de sticlă cu acid sulfuric, și, în plus, posibilitatea de a se produce o explozie din cauza dioxidului de clor ce lua naștere din reacție. Totuși a reprezentat un progres pentru acea perioadă, aceste chibrituri au fost fabricate până prin 1845.

### Chibrituri cu aprindere prin frecare
Primul chibrit, asemănător formei actuale, cu aprindere prin frecare, este concretizarea invenției chimistului englez John Walker.
Acesta a reluat lucrările din 1680 (pe atunci fără vreo aplicație practică) ale savantului Robert Boyle privind utilizarea fosforului și a sulfului. Walker realizează un amestec de sulfură de antimoniu, clorat de potasiu, cauciuc și amidon, care se aprindea ușor prin frecare pe o suprafață rugoasă, prezentându-și aceste chibrituri pentru comercializare în 1827 într-o cutie.
În 1829, inventatorul scoțian Sir Isaac Holden a inventat o versiune îmbunătățită a chibritului lui Walker. Holden nu a patentat invenția sa și a susținut că unul dintre elevii săi a scris tatălui său Samuel Jones, un chimist de la Londra, care a comercializat procesul său. O versiune de chibrit Holden a fost brevetat de Samuel Jones, iar acestea s-au vândut sub numele de chibrituri "lucifer". Aceste chibrituri timpurii au o serie de probleme, reacție violentă la aprindere, o flacără inconstant, miros neplăcut și fum. Luciferii se puteau aprinde în mod exploziv, uneori aruncând scântei la o distanță considerabilă. Luciferii au fost fabricați în Statele Unite de către Ezechiel Byam. Termenul Lucifer, a persistat ca argou în secolul al XX-lea. Și în prezent în Țările de Jos și Belgia, chibriturile sunt încă numite luciferi.
Folosirea lor va dura puțin timp, căci în anul 1835 marchează data de naștere a primului chibrit cu fosfor, ce erau simple așchii de lemn la capătul cărora se aplica o bucățică de fosfor alb, un element toxic. Acesta se aprindeau de la sine când erau scoase din apă în aer, din care cauză era greu de folosit.
Cam în același timp, Janos Irinyi, inventator și revoluționar maghiar, este unul dintre cei care au contribuit la inventarea chibritului cu fosfor cu aprindere prin frecare, inspirându-se de la o experiența a profesorului austriac Meissner. Capătul chibritului era uns cu un amestec de fosfor și dioxid de plumb, fabricarea acestora începe la Viena în 1840. Dar în 1851, germanul Schrotter obține un patent de fabricare al fosforului roșu, pe care îl descoperise încă din anul 1845. Spre deosebire de cel alb, fosforul roșu nu este toxic și nu se aprinde în aer.

## Imagini

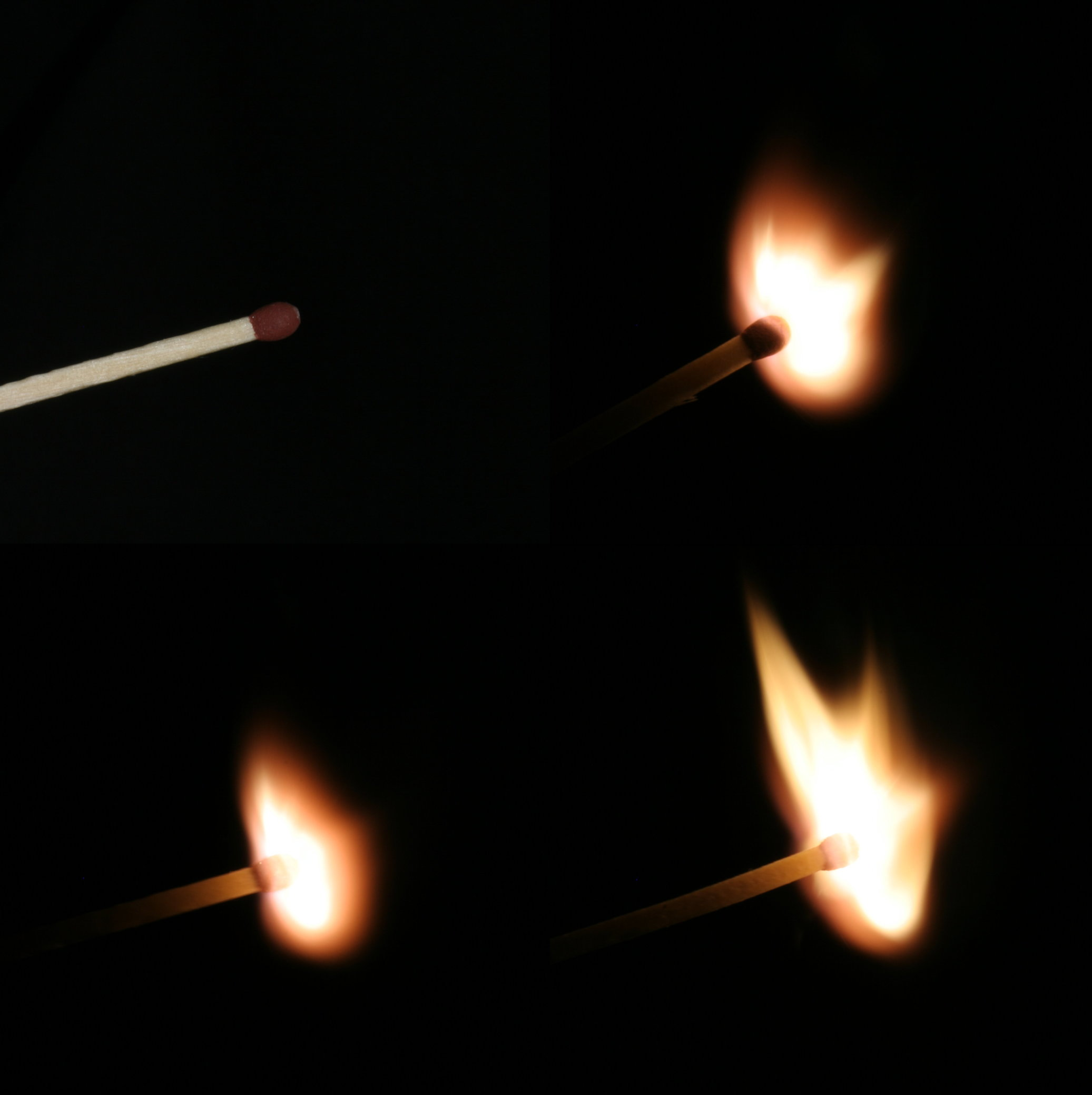
Etape ale aprinderii
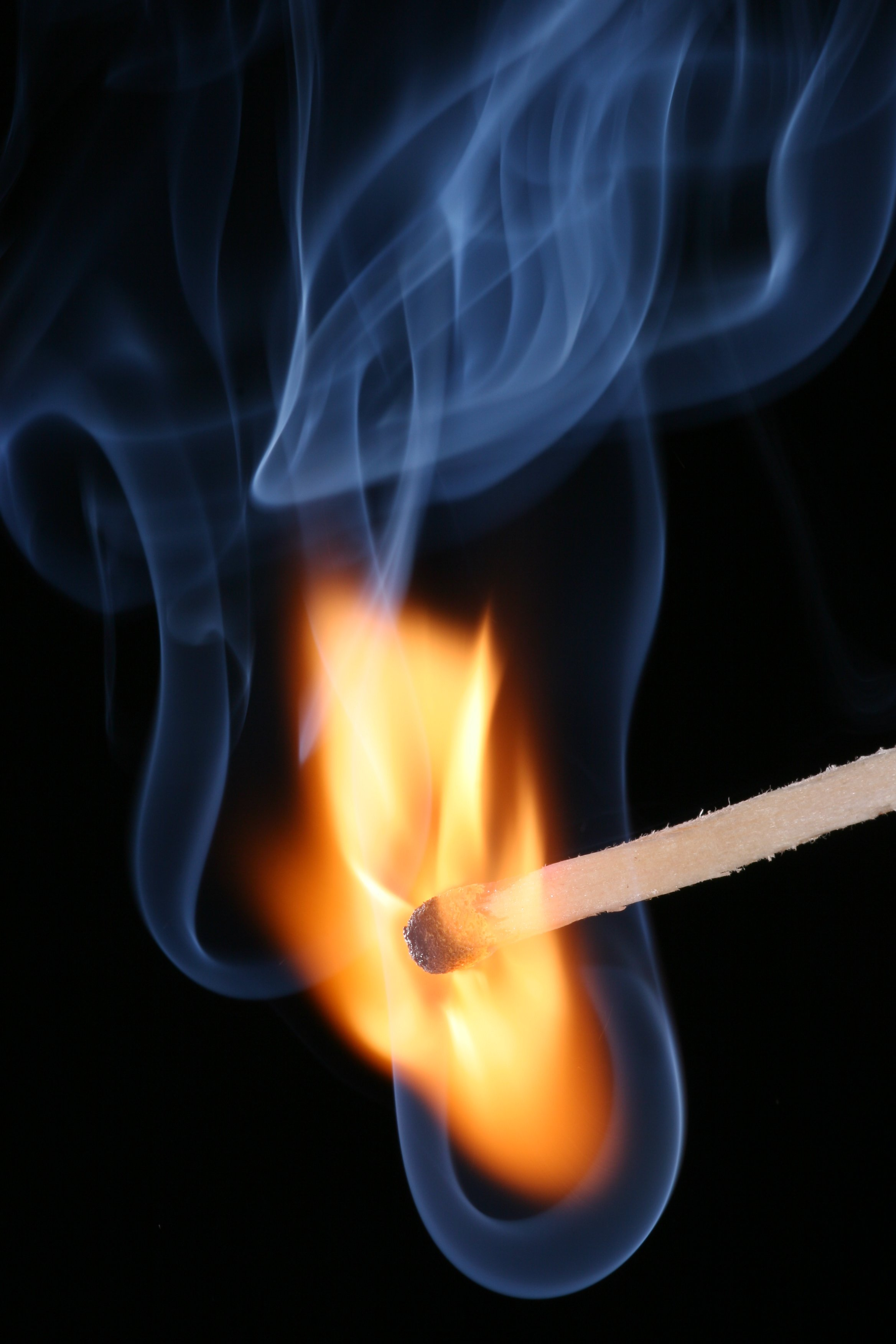
Chibrit arzând
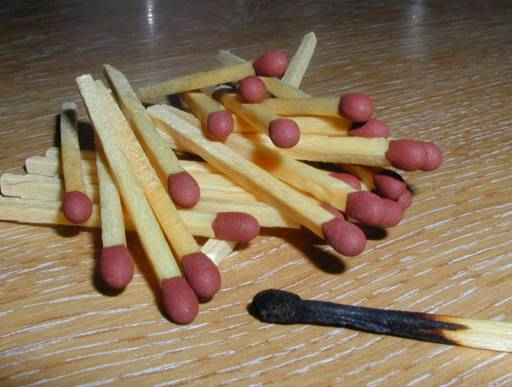
Chibrituri
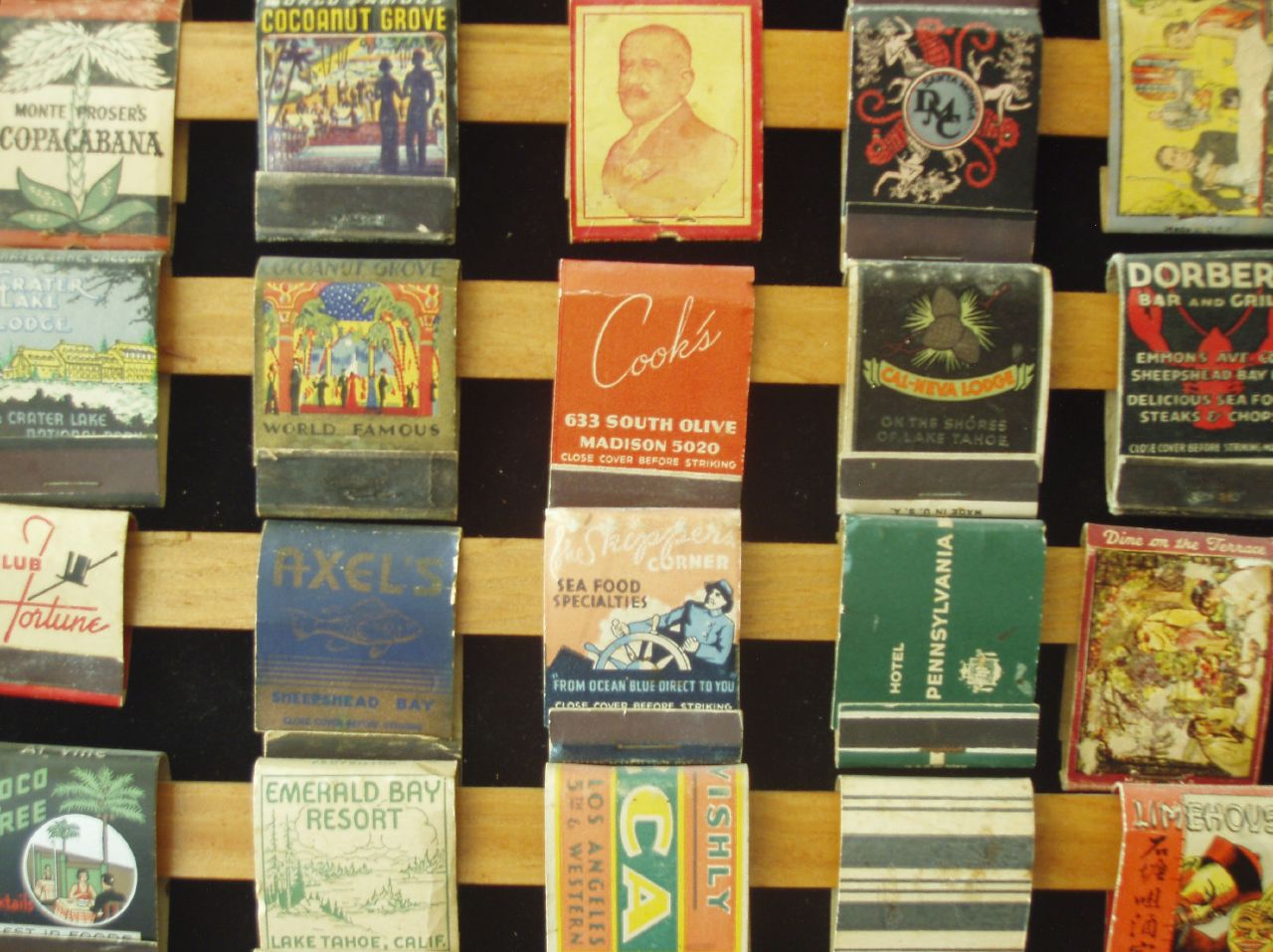
Colecție de chibrituri
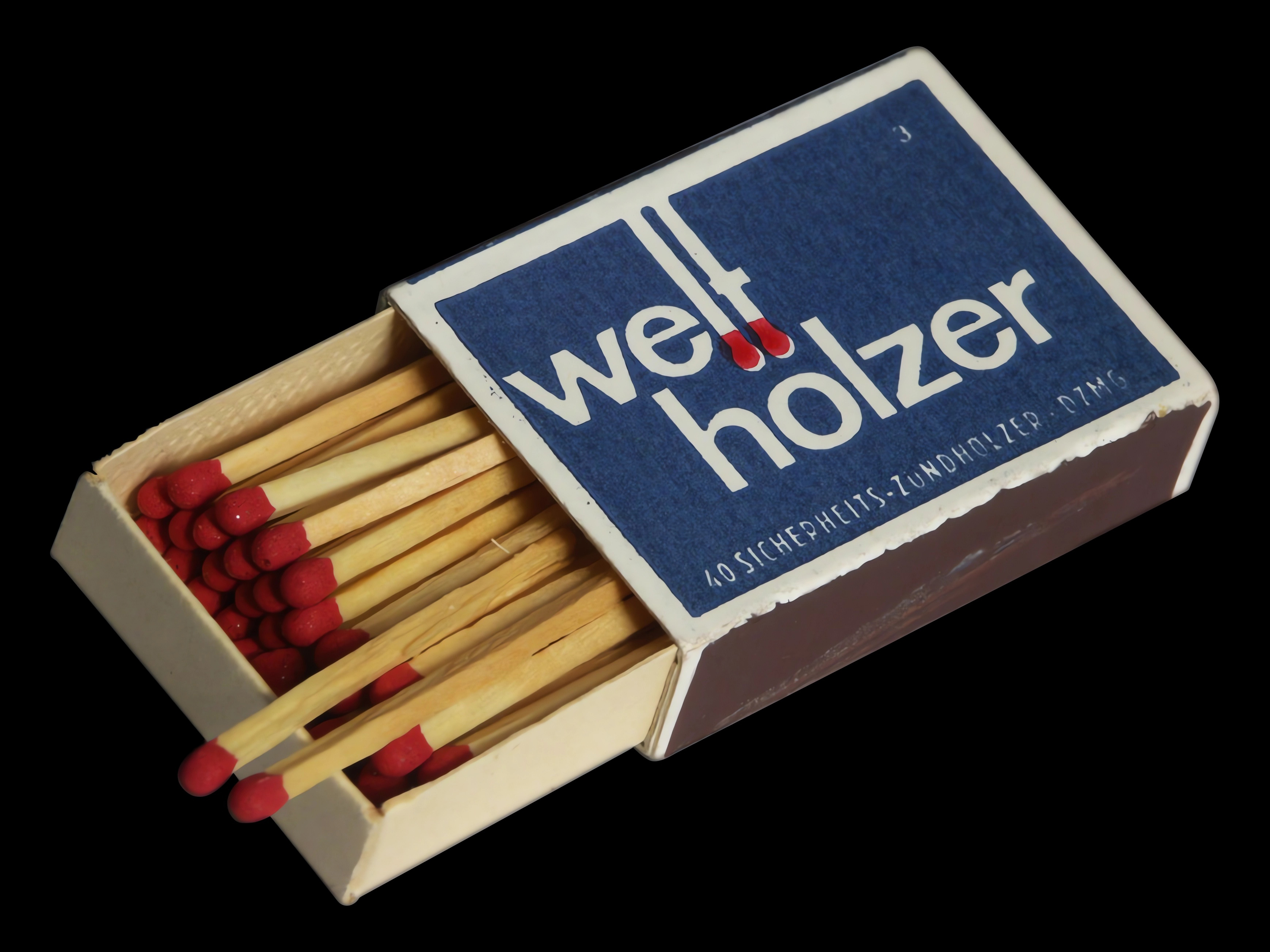
Cutie de chibrituri
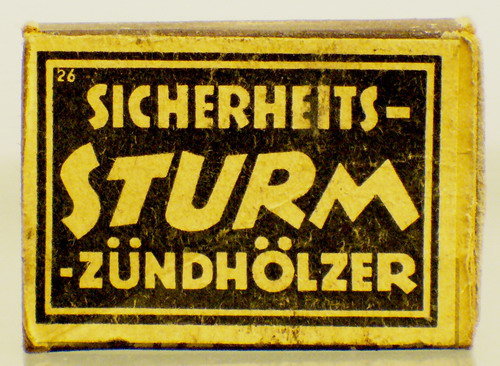
Cutie de colecție (1930)
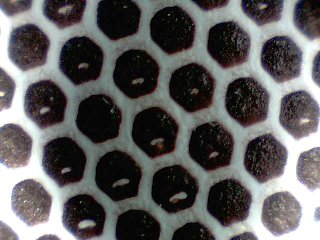
Detaliu suprafață de frecare de pe cutie